# Jerzy Kryszak
Jerzy Kryszak (sinh ngày 24 tháng 4 năm 1950 tại Kalisz, Ba Lan) là một nam diễn viên người Ba Lan.

## Học vấn
Jerzy Kryszak tốt nghiệp tại Học viện nghệ thuật sân khấu quốc gia AST ở Kraków vào năm 1974.

## Sự nghiệp
Ông tham gia diễn xuất ở các sân khấu như Nhà hát Juliusz Słowacki ở Kraków (1974-1978) và Nhà hát Ateneum ở Warsaw (1978-1993). Ngoài ra, Kryszak là gương mặt quen thuộc ở các bộ phim chiếu rạp, phim truyền hình và nhiều chương trình truyền hình châm biếm ở Ba Lan, trong đó nổi bật là chương trình Polskie Zoo của đài truyền hình Telewizja Polska. Vào những năm 1990, ông cũng trở thành một nghệ sĩ châm biếm biểu diễn thể loại hài độc thoại trong các chuyến lưu diễn ở cộng đồng người Ba Lan tại Hoa Kỳ, Canada, Úc, Đức, Thụy Điển và Áo. Các buổi biểu diễn của Kryszak được trình chiếu trên các kênh truyền hình Ba Lan như TVP, Polsat và TV4. Ông cũng xuất hiện trong các chương trình HBO Comedy do Ba Lan sản xuất. Năm 1991, Kryszak nhận được Giải thưởng Wiktor ở hạng mục Nhân vật truyền hình.

## Tác phẩm tiêu biểu

### Phim chiếu rạp
- Wodzirej (1977)
- Aktorzy prowincjonalni (1978)
- Dolina Issy (1982)
- Thais (1983)
- Podróże Pana Kleksa (1985)
- Żelazną ręką (1989)

### Phim truyền hình dài tập
- Alternatywy 4 (1983)
- Tulipan (1986)
- Kanclerz (1989)
- Marie Curie: Une femme honorable (1990)
- Dylematu 5 (2007)
- Synowie (2009)

### Lồng tiếng Ba Lan
- The Incredibles (2004)
- Cars (2006)
- Cars (2011)